# Vallée de Javari
La vallée de Javari (en portugais : Vale do Javari), d’une superficie totale de 85 444km², constitue l'un des plus grands territoires indigènes au Brésil,. Le territoire est situé à l'extrême ouest de l'état d'Amazonas, près de la frontière du Pérou. Son nom est issu du fleuve Javari (en portugais : o rio Javari), le principal cours d'eau de la région. Depuis 1851, le Javari forme une frontière naturelle définissant les limites des territoires brésiliens et péruviens. Il existe dans cette région d’autres fleuves tout aussi importants : le Quito, l'Itaguaí et l'Itui.

## Habitants
La Vallée de Javari serait la terre natale de 3000 indigènes d'ethnies différentes. Les principaux groupes d'indigènes sont les Matis, les Kulina et les Matsé.
En août 2018, le nombre de tribus avec lesquelles des Brésiliens non indigènes sont entrés en contact se portait à huit. Seize autres tribus non contactées, dites isolées, ont été reportées par le biais d’images satellites. Parmi celles-ci, à ce stade, onze ont été confirmées sur place via la récolte de preuve de traces humaines,.

## Accident aérien
En octobre 2009, un avion avec onze personnes à bord a atterri d’urgence au milieu de la réserve. Les habitants de la tribu Matis ont trouvé l’épave et ont alerté les autorités locales qui ont organisé une mission de sauvetage. Ce geste a permis de faire extraire les neuf survivants de la réserve en hélicoptère.